# Acrisis exigua
Acrisis exigua är en stekelart som först beskrevs av Marshall 1888.  Acrisis exigua ingår i släktet Acrisis och familjen bracksteklar. Inga underarter finns listade i Catalogue of Life.